# The Bee Gees Sing and Play 14 Barry Gibb Songs
The Bee Gees Sing and Play 14 Barry Gibb Songs es el álbum debut de la banda inglesa Bee Gees (el álbum de 1967 Bee Gees' 1st fue el debut "internacional"), publicado bajo el título de artista de "Barry Gibb & the Bee Gee's". Fue lanzado en noviembre de 1965 bajo el sello Leedon en Australia. Es básicamente una compilación de la mayor parte de los solos de los hermanos Gibb que habían sido lanzados en Australia en los tres años anteriores. El disco representa estilos muy diferentes de música.

## Grabación
Sólo cinco canciones nuevas fueron grabadas para el álbum, "I Was A Lover, A Leader of Men," "And The Children Laughing," "I Don't Think It's Funny," "How Love Was True," and "To Be Or Not To Be". Barry tenía más que suficiente sin grabar canciones para un nuevo LP de todo, pero el resto del álbum fue lugar formado por nueve solos menos conocido. Bill Shepherd puso las canciones en un orden de reproducción satisfactoria.
Instrumentalmente, Barry toca la guitarra rítmica, y Maurice probablemente toca las otras guitarras, como los conductores de "I Was A Lover, A Leader of Men" y "How Love Was True", si Maurice logró tocar la guitarra acústica en "I Don't Think It's Funny" o rápido en el piano en "To Be Or Not To Be" es más incierto, el órgano en "I Was A Lover, A Leader of Men" y "And The Children Laughing" es Robin o Maurice (Robin no toca instrumentos, por lo que lo más probable era Maurice). A pesar de no-acreditada en la parte posterior de este álbum se confirma un amigo de los Bee Gees, Trevor Gordon tocó la guitarra solista en "Peace of Mind", "Wine And Women" y "Follow The Wind". Gordon posteriormente puso varias grabaciones con el nombre, Trevor Gordon y Bee Gees. Gordon pasó a encontrar el éxito con Graham Bonnet en el dúo del británico The Marbles, que tuvieron un éxito con "Only One Woman", escrita por los Bee Gees, y producida por Barry y Maurice con Robert Stigwood.

## Lista de canciones
- Lado A

1. "I Was a Lover, a Leader of Men" (Barry Gibb) - 3:31
2. "I Don't Think It's Funny" - 2:54
3. "How Love Was True" - 2:17
4. "To Be or Not to Be" (Barry Gibb) - 2:14
5. "Timber!" (Barry Gibb) - 1:47
6. "Claustrophobia" (Barry Gibb) - 2:14
7. "Could It Be" (Barry Gibb) - 2:05

- Lado B

1. "And the Children Laughing" (Barry Gibb) - 3:21
2. "Wine and Women" (Barry Gibb) - 2:52
3. "Don't Say Goodbye" (Barry Gibb) - 2:23
4. "Peace of Mind" (Barry Gibb) - 2:17
5. "Take Hold of That Star" (Barry Gibb) - 2:42
6. "You Wouldn't Know" (Barry Gibb) - 2:12
7. "Follow The Wind" (Barry Gibb) - 2:10

- Observación: En Brilliant from Birth, "You Wouldn't Know" es cortada a los 2:03 minutos, perdiéndose algunas características del tema como la risa que figura en la canción original, que dura más.

## Lados B
- "The Battle of the Blue and the Grey"
- "The Three Kisses of Love"
- "Turn Around, Look at Me"
- "Theme from 'The Travels of Jaimie McPheeters'" erróneamente llamado "The Travels of Jamie McPheeters"
- "Every Day I Have to Cry"